# Phytoecia manicata
Phytoecia manicata là một loài bọ cánh cứng trong họ Cerambycidae.